# 丸亀市
丸亀市（まるがめし）は、香川県の中西部に位置する市。
香川県では高松市に次ぐ第二の都市であり、中・西讃地方の中心都市である。
中心には丸亀城があり、丸亀市の象徴となっている。また丸亀うちわの製造が伝統産業で、生産量は全国の9割を占めている。

## 地理

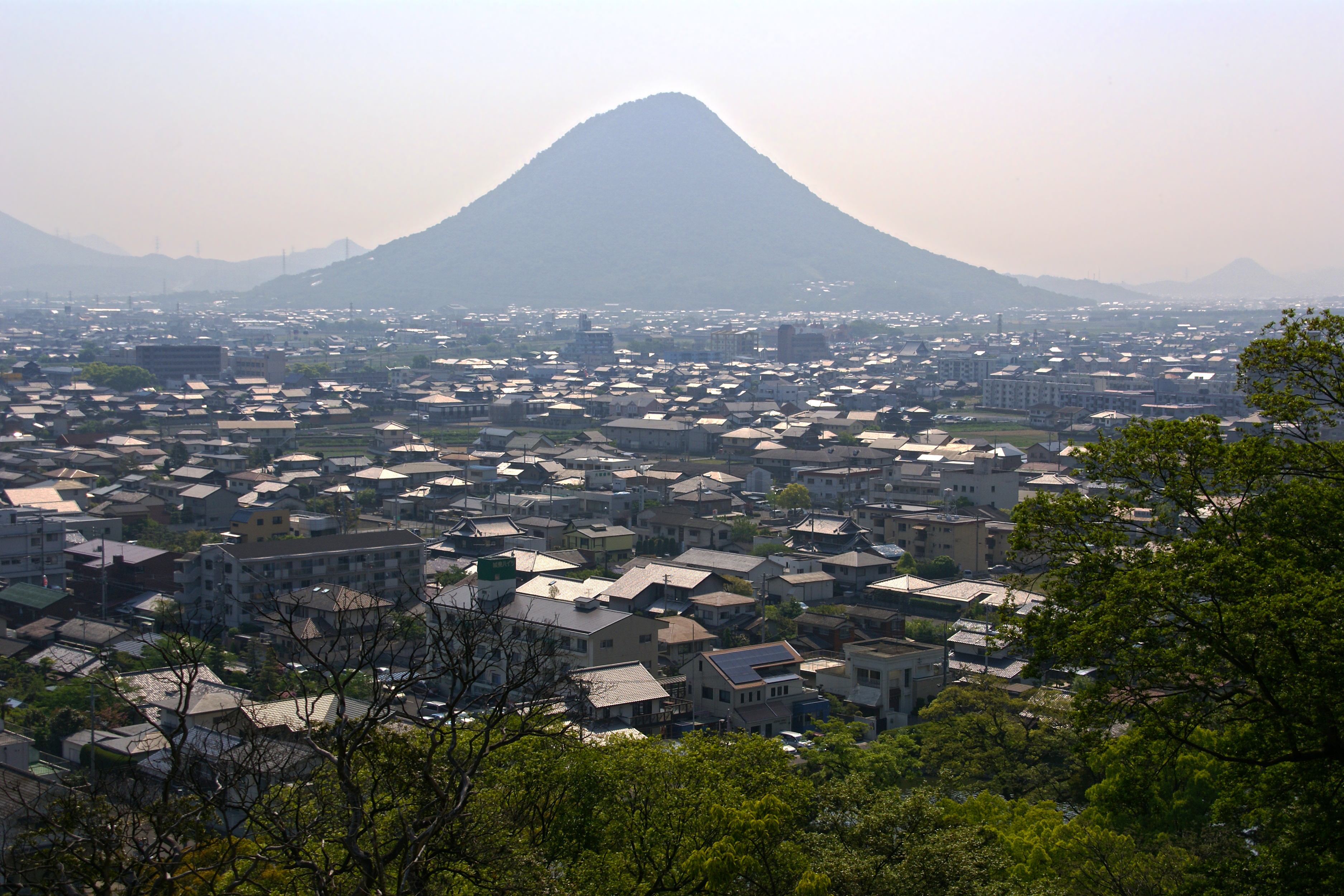
丸亀城から望む丸亀市街と飯野山（讃岐富士）

丸亀市中心部周辺の空中写真。
2021年1月21日撮影の19枚を合成作成。。

丸亀市は瀬戸内海に面し、丸亀平野の北東部と塩飽諸島の一部を市域としている。平野部には他の香川県の市町と同様に数多くのため池があり、中部には南北に一級河川の土器川が流れ、東には讃岐七富士の一つに数えられる讃岐富士こと飯野山が、南には同じく讃岐七富士の一つである羽床富士こと堤山がある。
山
飯野山、青ノ山、双子山、高見峰、猫山、城山、堤山、横山、西山
池
仁池、大窪池、楠見池、小津森池、水橋池、打越上池、打越下池、堤池、田村池、八丈池、宝憧寺池、道池 太井池、聖池、桝池:

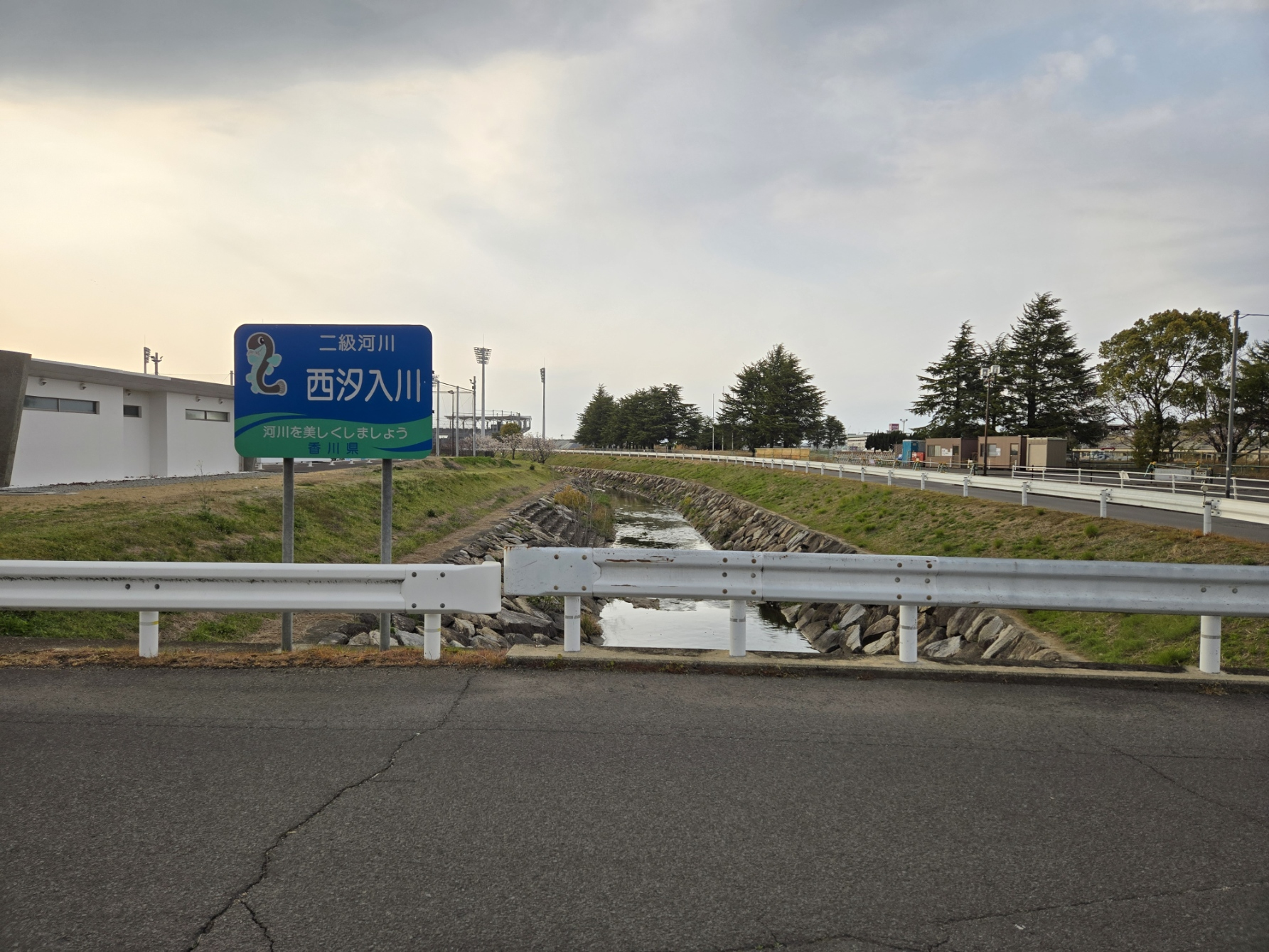
西汐入川

土器川、金倉川、清水川、西汐入川、大束川、東汐入川

### 人口
| |                                        |  |
| 丸亀市と全国の年齢別人口分布（2005年） | 丸亀市の年齢・男女別人口分布（2005年） |  |
| ■紫色 ― 丸亀市 ■緑色 ― 日本全国 | ■青色 ― 男性 ■赤色 ― 女性              |  |
| 丸亀市（に相当する地域）の人口の推移 \| 1970年（昭和45年） \| 78,263人 \| \| \| 1975年（昭和50年） \| 87,617人 \| \| \| 1980年（昭和55年） \| 94,849人 \| \| \| 1985年（昭和60年） \| 99,628人 \| \| \| 1990年（平成2年） \| 101,253人 \| \| \| 1995年（平成7年） \| 106,107人 \| \| \| 2000年（平成12年） \| 108,356人 \| \| \| 2005年（平成17年） \| 110,085人 \| \| \| 2010年（平成22年） \| 110,473人 \| \| \| 2015年（平成27年） \| 110,010人 \| \| \| 2020年（令和2年） \| 109,513人 \| \| |                                        |  |
| 総務省統計局 国勢調査より |                                        |  |
| 1970年（昭和45年） | 78,263人                               |  |
| 1975年（昭和50年） | 87,617人                               |  |
| 1980年（昭和55年） | 94,849人                               |  |
| 1985年（昭和60年） | 99,628人                               |  |
| 1990年（平成2年） | 101,253人                              |  |
| 1995年（平成7年） | 106,107人                              |  |
| 2000年（平成12年） | 108,356人                              |  |
| 2005年（平成17年） | 110,085人                              |  |
| 2010年（平成22年） | 110,473人                              |  |
| 2015年（平成27年） | 110,010人                              |  |
| 2020年（令和2年） | 109,513人                              |  |

### 広袤（こうぼう）
| 国土地理院地理情報によると丸亀市の東西南北それぞれの端は以下の位置で、東西の長さは24.16km、南北の長さは43.53kmである。 |
| 節内の全座標を示した地図 - OSM                                                                                         |
| 節内の全座標を出力 - KML                                                                                               |
| 表示 |

|                                                                           | 北端 北緯34度24分56秒 東経133度46分48秒 / 北緯34.41556度 東経133.78000度 ↑       |                                                                          |
| 西端 北緯34度22分41秒 東経133度38分33秒 / 北緯34.37806度 東経133.64250度← | 中心点 北緯34度18分29.5秒 東経133度46分25.5秒 / 北緯34.308194度 東経133.773750度 | 東端 →北緯34度16分6秒 東経133度54分18秒 / 北緯34.26833度 東経133.90500度 |
|                                                                           | ↓ 南端 北緯34度12分3秒 東経133度51分13秒 / 北緯34.20083度 東経133.85361度        |                                                                          |

## 歴史
中心市街は丸亀藩の城下町、また金刀比羅宮への参拝口であり、金毘羅参りの土産物としてうちわの製造が盛んとなった。丸亀藩は長く京極氏によって治められ、旧丸亀市の市章には京極氏の馬印である「立鼓」が用いられたり、丸亀港をまたぎ架けられた橋が京極大橋と名付けられるなどの名残がある。
旧丸亀市は丸亀城城下町と近隣の村を市域とし市制を施行され、周辺の町村との合併を繰り返し市域を拡大している。
現在の市域である塩飽諸島は古くから水夫が住み、幕末の咸臨丸による太平洋横断には、乗船した水夫50名中、7割の35名を塩飽出身者で占めた。

### 年表
- 1890年（明治23年）2月15日 - 町村制施行により那珂郡に丸亀町が成立。
- 1899年（明治32年）4月1日  - 市制施行により丸亀市となる。
- 1900年（明治33年）4月1日 - 市章を制定する[3][注釈 1]。
- 1904年（明治37年）7月22日、松山に次いで二番目のロシア兵捕虜収容所が塩屋別院に開設され、下士卒350名が松山から転送。
- 1917年（大正6年）6月1日 - 仲多度郡六郷村を編入。
- 1932年（昭和7年）5月 - 「丸亀市歌」（作詞：堀沢周安、作曲：福喜多鎮雄）を制定。
- 1950年（昭和25年）3月16日 - 市内に昭和天皇の戦後巡幸。母子寮、保育園、丸亀団扇の製作などを視察。丸亀市民グラウンドには丸亀奉迎場が設けられた[4]。
- 1951年（昭和26年）4月1日 - 仲多度郡南村を編入。
- 1954年（昭和29年）
  - 3月31日 - 仲多度郡本島村及び綾歌郡川西村を編入。
  - 5月3日 - 綾歌郡土器村を編入。
  - 10月17日 - 仲多度郡郡家村を編入。
- 1955年（昭和30年）
  - 3月10日 - 善通寺市原田町・金蔵寺町の一部を編入。
  - 5月3日 - 綾歌郡飯野村の一部を編入。
- 1958年（昭和33年）5月1日 - 仲多度郡垂水村・広島村を編入。
- 1999年（平成11年） - 市制100周年。記念愛唱歌「城のある町」（作詞・作曲：さだまさし）を選定。
- 2005年（平成17年）3月22日 - 丸亀市・綾歌郡綾歌町・綾歌郡飯山町が新設合併し、改めて丸亀市が発足。同時に市章を制定する[5]。
- 2021年（令和3年）3月22日 - 丸亀市役所新庁舎と丸亀市市民交流活動センター「マルタス」がオープン[1]。

### 旧丸亀市
- 歴代市長

1. 豊田元良（明治32年8月3日 - 明治37年1月8日）
2. 長谷川和愛（明治37年6月18日 - 明治43年6月17日）
3. 藤好乾吉（明治43年6月18日 - 大正4年1月12日）
4. 斎藤研一（大正4年11月2日 - 大正6年6月1日）
5. 樋口徳太郎（大正6年9月15日 - 大正9年10月7日）
6. 久野廉（大正10年6月3日 - 大正12年3月7日）
7. 大須賀巌（大正12年7月5日 - 昭和6年7月4日）
8. 高木季熊（昭和6年11月17日 - 昭和9年4月10日）
9. 大柏清三郎（昭和9年7月25日 - 昭和17年7月24日）
10. 入江俊輔（昭和17年7月25日 - 昭和21年7月24日）
11. 三原勝英（昭和22年4月6日 - 昭和38年4月29日）
12. 堀家重俊（昭和38年4月30日 - 平成3年4月29日）
13. 片山圭之（平成3年4月30日 - 平成15年4月29日）
14. 新井哲二（平成15年4月30日 - 平成17年3月21日）

## 行政

### 市長
- 市長：松永恭二（2021年4月24日就任）

| 代   | 氏名     | 就任日        | 退任日        | 備考             |
| ---- | -------- | ------------- | ------------- | ---------------- |
| 初代 | 新井哲二 | 2005年4月24日 | 2013年4月23日 | 旧・丸亀市長     |
| 2代  | 梶正治   | 2013年4月24日 | 2021年4月23日 | 元香川県議会議員 |
| 3代  | 松永恭二 | 2021年4月24日 |               | 元丸亀市議会議員 |

### 衆議院
- 任期 ： 2021年（令和3年）10月31日 - 2025年（令和7年）10月30日（「第49回衆議院議員総選挙」参照）

| 選挙区 | 議員名     | 党派名     | 当選回数 | 備考   |
| --- | ---------- | ---------- | -------- | ------ |
| 香川県第3区（丸亀市（旧丸亀市域）、三豊市、観音寺市、善通寺市、仲多度郡）                                                                                           | 大野敬太郎 | 自由民主党 | 4        | 選挙区 |
| 香川県第2区（丸亀市（旧綾歌町・飯山町域）、坂出市、高松市（旧国分寺町・香川町・香南町・塩江町・牟礼町・庵治町域）、さぬき市、東かがわ市、三木町、綾川町、宇多津町） | 玉木雄一郎 | 国民民主党 | 5        | 選挙区 |

## 経済
農業
米、野菜、鶏、モモ、ハッサク、キクなどが主要な生産物となっている。
工業
うちわの生産量は全国の9割を占めているが、機械化により事業所数と従業員数は減少し、市内に残る竹うちわの工房は2017年5月時点でわずか2軒となっている。また、海岸の埋立地は工業団地となっており造船などが行われている。
商業
国道11号やさぬき浜街道などの幹線道路沿いに新たな店舗が開き、郊外化が進んでいる。主な商業施設としてゆめタウン丸亀、フジグラン丸亀などがある。

## 姉妹都市・提携都市
姉妹都市
- サン・セバスティアン（スペイン ギプスコア県） : 1990年11月6日に調印[7]
- ヴィリッヒ（ドイツ ノルトライン・ヴェストファーレン州）：2023年7月8日に調印[8]

親善都市
- 石川県七尾市 : 1974年11月1日に調印[9][7]

友好都市
- 張家港（中華人民共和国江蘇省） : 1999年5月28日調印[7]
- 秋田県由利本荘市 : 2014年2月7日調印[7] - 丸亀藩の初代藩主である生駒氏が移封された縁から、かねてより旧矢島町と交流関係が結ばれており、合併により矢島町が由利本荘市となった後も交流都市として継続されていたが、2014年にあらためて友好都市協定が締結された。あわせて災害時応援協定を締結している[10]。

交流都市
- 北海道京極町
- 滋賀県米原市（旧山東町）
- 鳥取県大山町（旧香取町）
- 愛媛県今治市（旧朝倉村）
- 愛媛県東温市（旧重信町）
- ガダルーペ市（アメリカ合衆国カリフォルニア州）[7]

提携都市
- 愛知県常滑市；1997年3月27日 災害時相互応援協定締結。

## 地域
郊外の多くはかつて農村であったが、北部と幹線道路沿いは市街化も進んでおり、他の地域も新興住宅地が増えてきている。
市域のうち六郷・南・郡家・垂水の各地区と中心部の西側は旧那珂郡（後に仲多度郡）、それ以外は旧鵜足郡（後に綾歌郡）であった。飯野町、土器町、柞原町、川西町、郡家町、三条町、原田町、垂水町は旧高松藩領。

### 中心部
旧丸亀藩からの城下町（市井と呼ばれていた）で丸亀市の中心市街。
かつては外堀から内は番丁（外郭）と呼ばれ、一般市民は自由に立ち入りできなかった場所である。

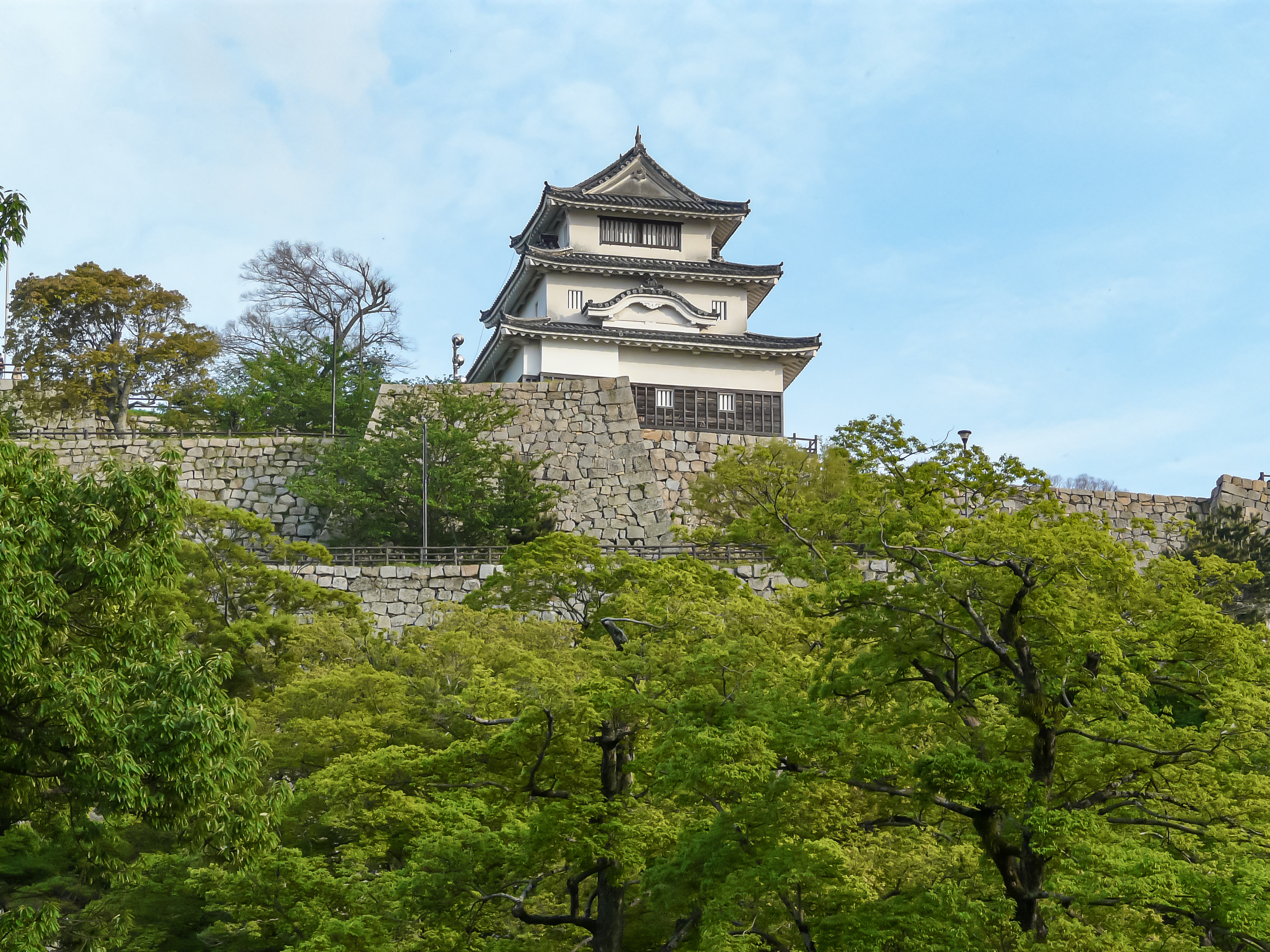
丸亀城（現存天守）

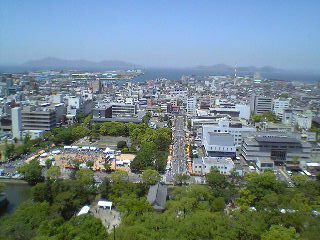
丸亀城本丸から見た市街

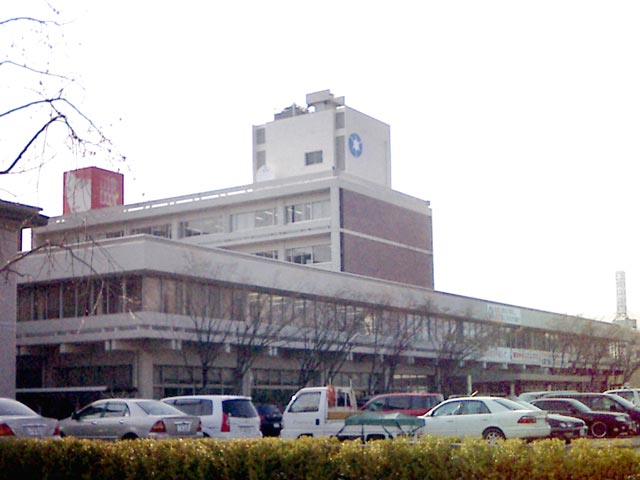
丸亀市役所(-2021)

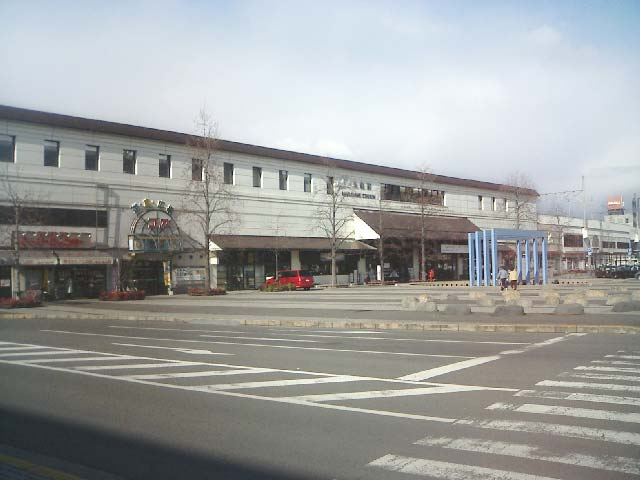
丸亀駅と広場

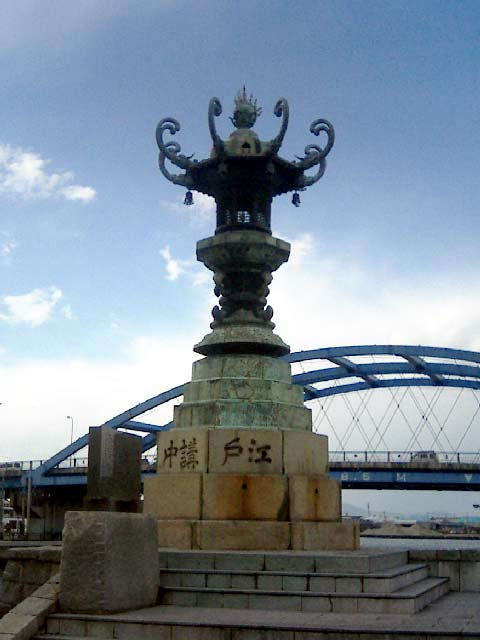
太助灯篭と京極大橋

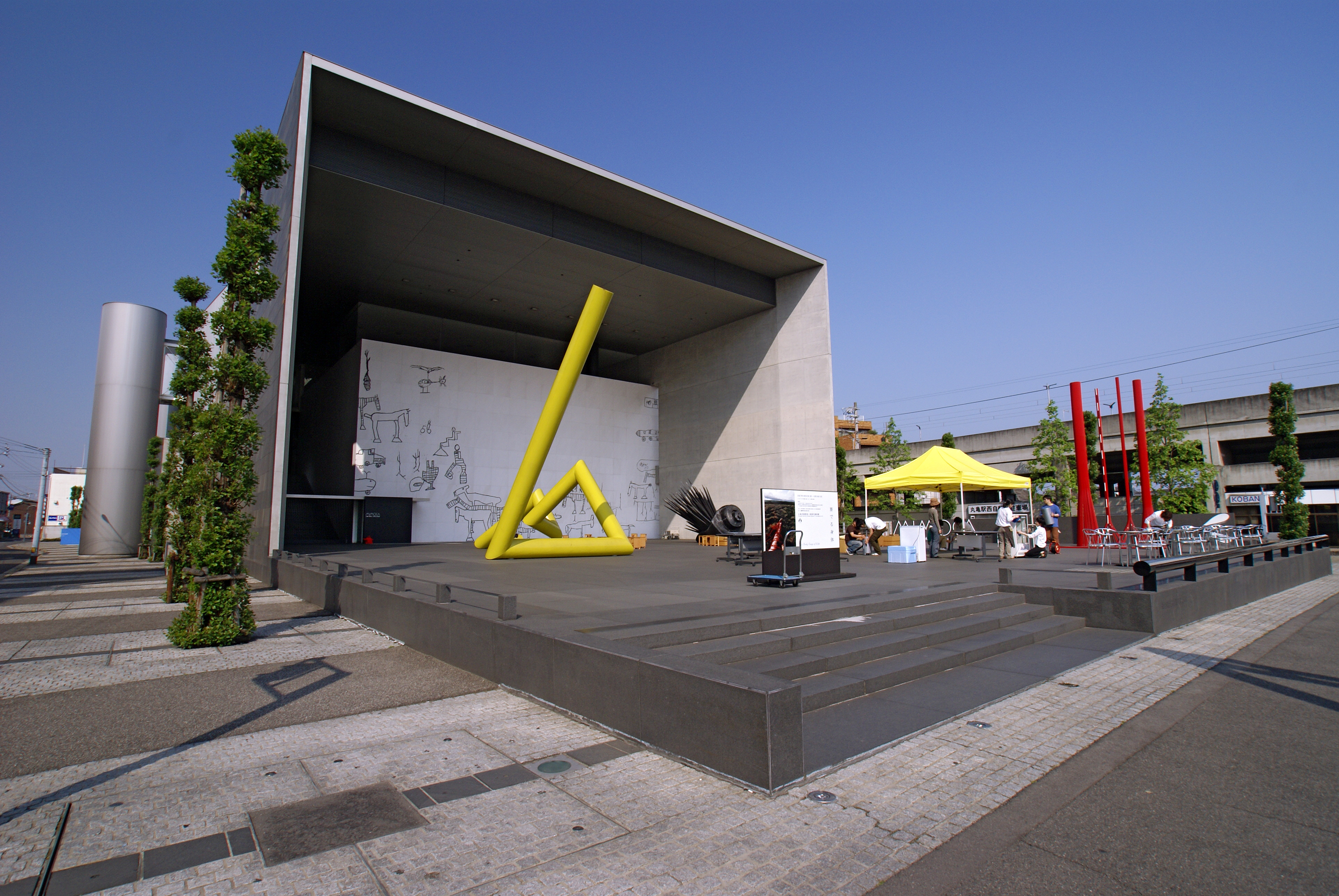
猪熊弦一郎現代美術館

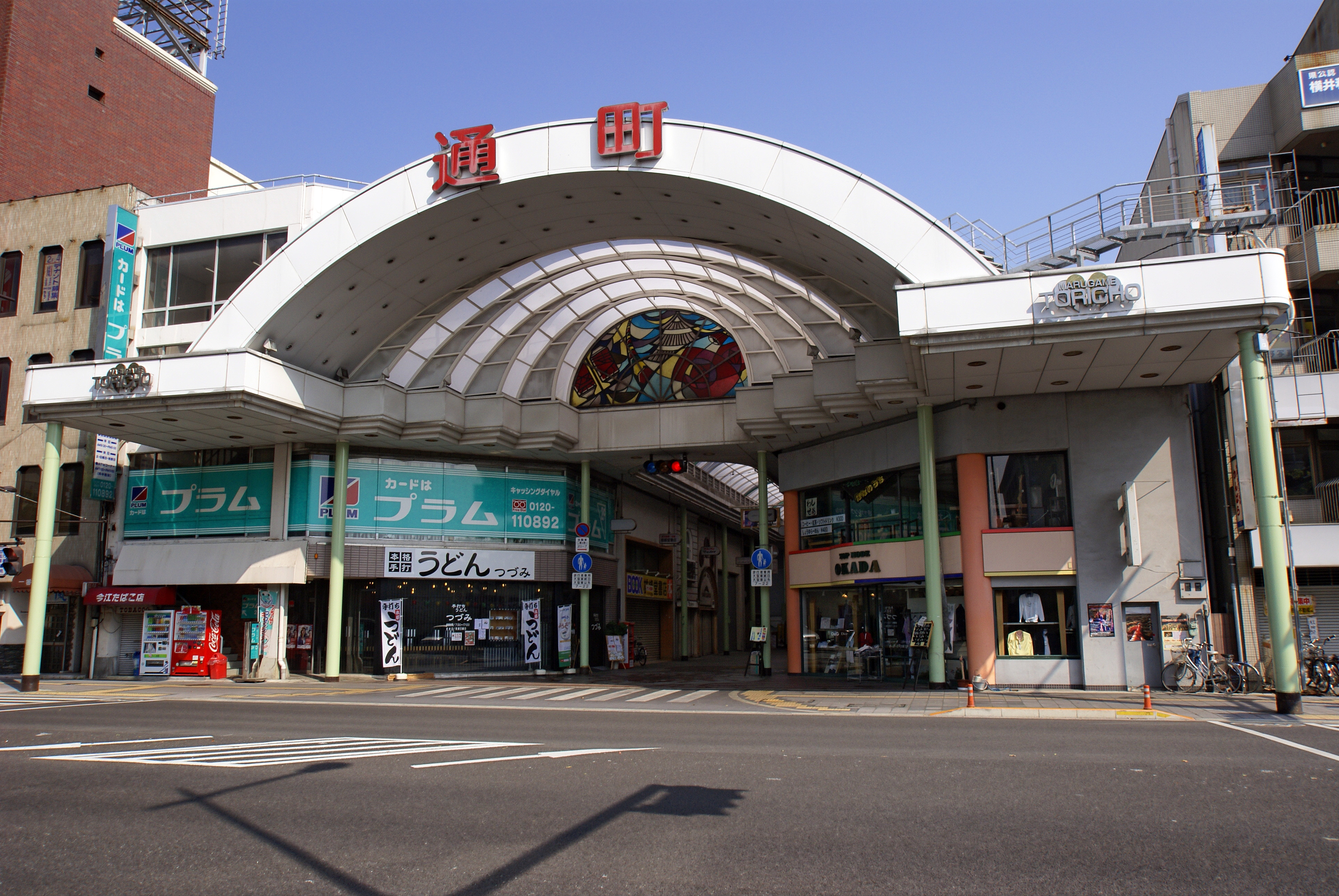
通町商店街

風袋町（ふるたいまち）
丸亀藩主京極長門守高朗が当地に敬止堂と呼ばれた学館を設立。一般庶民にも開放し、教育水準の向上に努めた。
瓦町（かわらまち）
城北小学校がある。
小学校の近くに広がる東汐入川緑道公園は外堀（東汐入川）を埋め立てたものである。
葭町（かやまち）
古くは霞町とも書いた。
米屋町（こめやちょう）
　　全蓋式アーケード商店街があったが現在は撤去。
松屋町（まつやちょう）
全蓋式アーケード商店街があったが現在は撤去。松屋町と通町の間の地域は畳屋町と呼ばれていた。
魚屋町（うおやまち）
宗古町（そうこまち）
西平山町（にしひらやまちょう）
元々は鵜足郡津野郷土居村の一部であったが、築城の際に宇多津の平山から水夫が移住し町となった。
通町（とおりちょう）
通町商店街(全蓋式アーケード街)を持つ。かつては丸亀市のみならず、周辺地域の商業中心地として栄えた｡
富屋町（とみやまち）
大手町と丸亀駅を繋ぐ商店街がある。かつては兵庫町と呼ばれていたが、元禄4年に現在の名前に改称された。通町と並ぶ大型の全蓋式アーケード街だったが老朽化に伴いアーケードを撤去している。
浜町（はままち）
西汐入川はこの浜へと流れ込み海水と合流していたという。広場に面して丸亀駅、丸亀市猪熊弦一郎現代美術館、市立図書館などが建つ。浜町の西端は月見町と呼ばれていた。全蓋式アーケード街があるが車が通れる｡浜町と浜町ガレリアの二本の商店街がある。
本町（ほんまち）
富屋町と通町を繋ぐ全蓋式アーケード商店街がある。かつては横町とよばれていた。
福島町（ふくしまちょう）
西讃府志によると、かつては中須賀と呼ばれていて塩屋村と地続きの州崎であったという。元禄4年（1691年）3月に浜町との間の堀に掛かった橋を、時の藩主である京極高豊が福島橋と名付けた事から名を改めた。
今も塩飽諸島へと向かう旅客船が出入りする丸亀港フェリーバースがある港町。
新町（しんまち）
福島町と浜町の間にある。町域は東西に細長く南北は狭い。かつて福島町の東（現在のみなと公園）で海水と合流していた西汐入川を埋め立てた場所。
塩飽町（しわくまち）
かつては堀側町と呼ばれていた。
南条町（なんじょうまち）
寺院が多く寿覚寺、宗泉寺、本照寺、法音寺などがある。
西讃府志によれば上南條町、下南條町に分かれていた。
一番丁（いちばんちょう）
丸亀城がそびえる。
六番丁（ろくばんちょう）
かつて藩に仕える武士が住んだ。城西小学校、丸亀高校がある。
七番丁（しちばんちょう）
かつて藩に仕える武士が住み、今は閑静な宅地となっている。
八番丁（はちばんちょう）
かつて藩に仕える武士が住み、現在は閑静な宅地となっている。
九番丁（くばんちょう）
かつて藩に仕える武士が住み、今は閑静な宅地となっている。
十番丁（じゅうばんちょう）
かつて藩に仕える武士が住み、今は閑静な宅地となっている。十番丁と城南町の境には、近年まで唯一残っていた外堀があったが、現在はここも埋め立てられ公園となっている。
城南町（じょうなんちょう）
城の南方に位置する。旧地方村の一部。
土居町（どいちょう）
旧城下町と土器川の間に位置する農村であったが、宅地化が進んでいる。
旧名は、鵜足郡津野郷土居村で丸亀藩の領地で唯一、鵜足郡に属していた場所である。
城東町（じょうとうちょう）
城の東に位置し、外堀を埋めた道が南北を貫く。旧外堀の中はかつて五番丁と呼ばれ藩に仕える武士が住み、明治に入ると軍用地となった。
御供所町（ごぶしょちょう）
名は古代に讃留王が宇多津で大魚を討った際に、この地から水夫を供した事に由来すると伝わる。
北平山町（きたひらやまちょう）
元は土居村の一部であったが、築城の際に宇多津の平山から水夫が移住し町となった。
北平山、西平山、御供所で三浦という。この三浦には寺院が密集している場所があり、その周辺は寺町とも呼ばれていた。
西本町（にしほんまち）
本町の西にある。旧船頭町。
幸町（さいわいちょう）
かつては、丸亀市役所がここにあった。旧地方（じかた）村の一部。
城西町（じょうせいちょう）
城の西方に位置する。城西小学校の西側の地域は鷹匠町と呼ばれていた。
中府町（なかぶちょう）
旧名は那珂郡柞原郷中府村。
旧城下町のすぐ西に位置する。那珂郡の府が在ったといい、元は農村であったが市街化が進んでいる。
かつては南条町のすぐ南側の場所は農人町、農人町の南西側は餌指町、會下天満神社付近は景川町、西中学校の南側は栄町と呼ばれており城下町の一部であった。旧地方村の一部も含まれる。
前塩屋町（まえじおやちょう）
旧地方村の一部。法然上人が掘ったといわれる井戸が正宗寺（光明庵）にある。
大手町（おおてちょう）
重要文化財の丸亀城大手門正面で、藩の頃は家老が住んだ。市役所、丸亀市民会館、丸亀郵便局、簡易裁判所、中学校、私立学校などが並ぶ。概ね1丁目は銀行や証券、企業のオフィス街で、2丁目は主に市役所や警察署、消防署、県の出先機関などが集まる官公庁街である。3丁目は飲食店やスナック、クラブが集まる歓楽街となっている。
かつて琴平参宮電鉄のターミナル駅があり、跡地にダイエー丸亀店があった。現在はドンキホーテ。
かつては旧外堀のすぐ南側が一番丁、市役所の南端あたりが二番丁、その南側が三番丁、内堀のすぐ北側が四番丁と呼ばれていた。

### 六郷

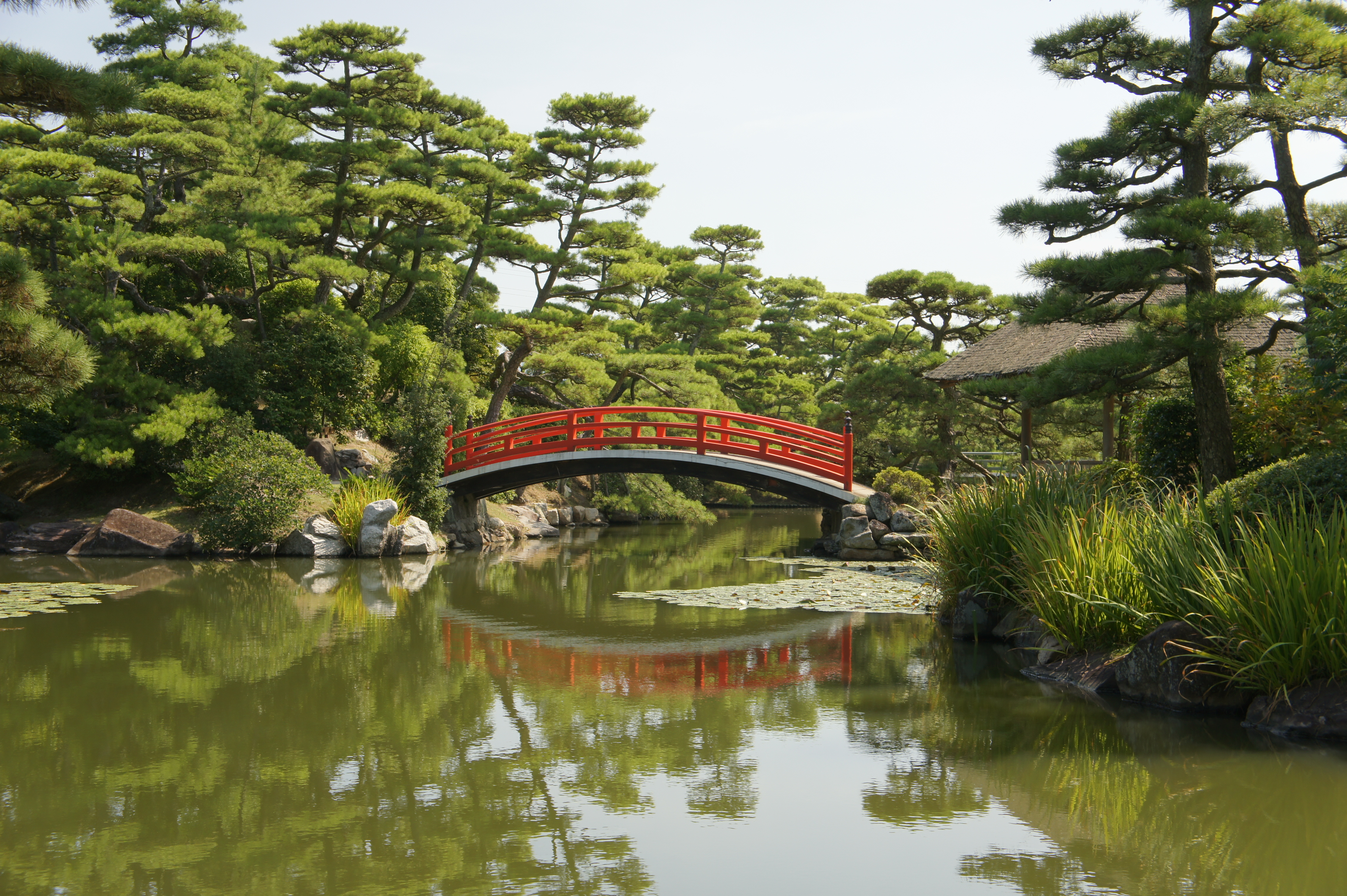
中津万象園

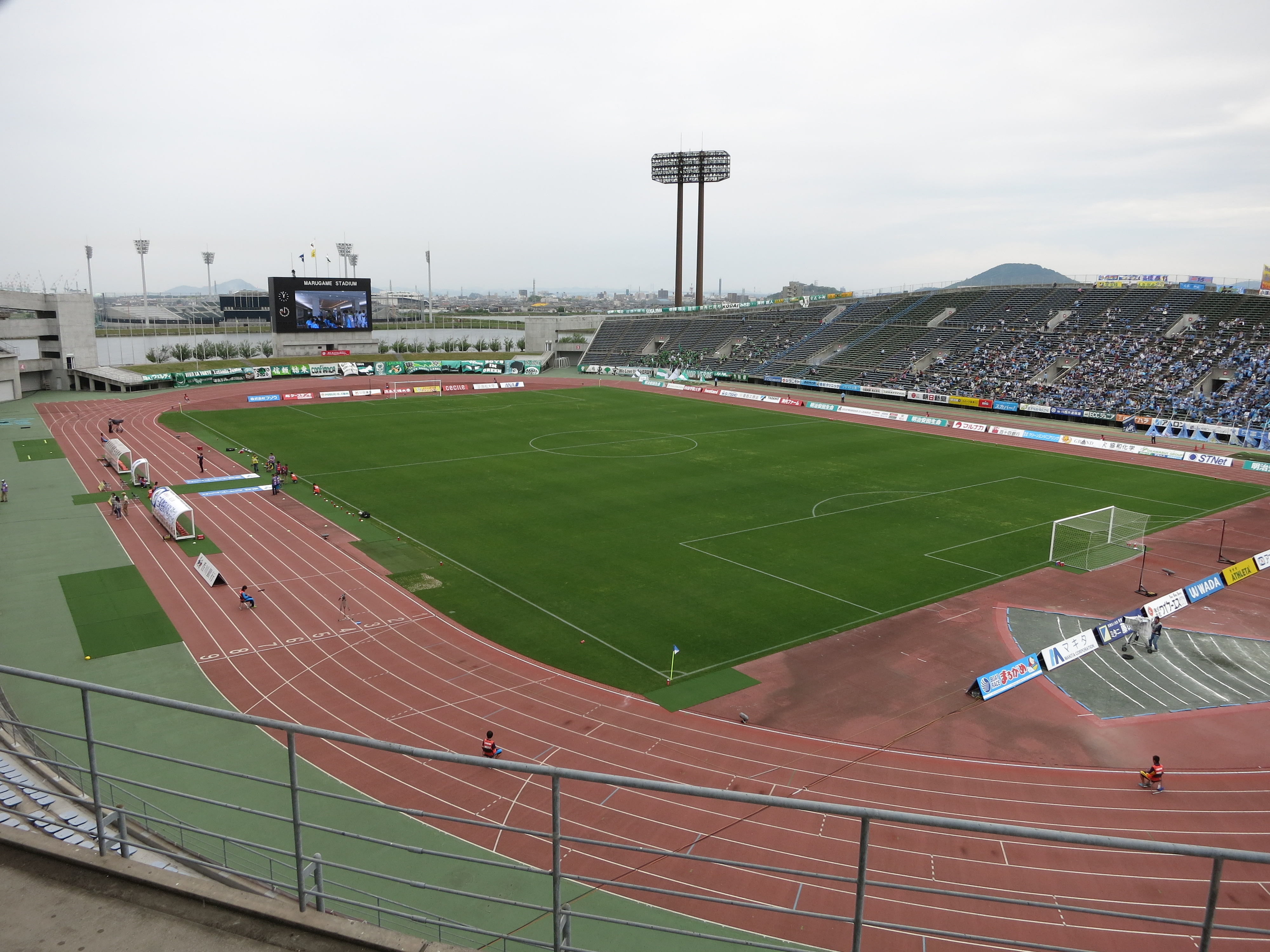
香川県立丸亀競技場

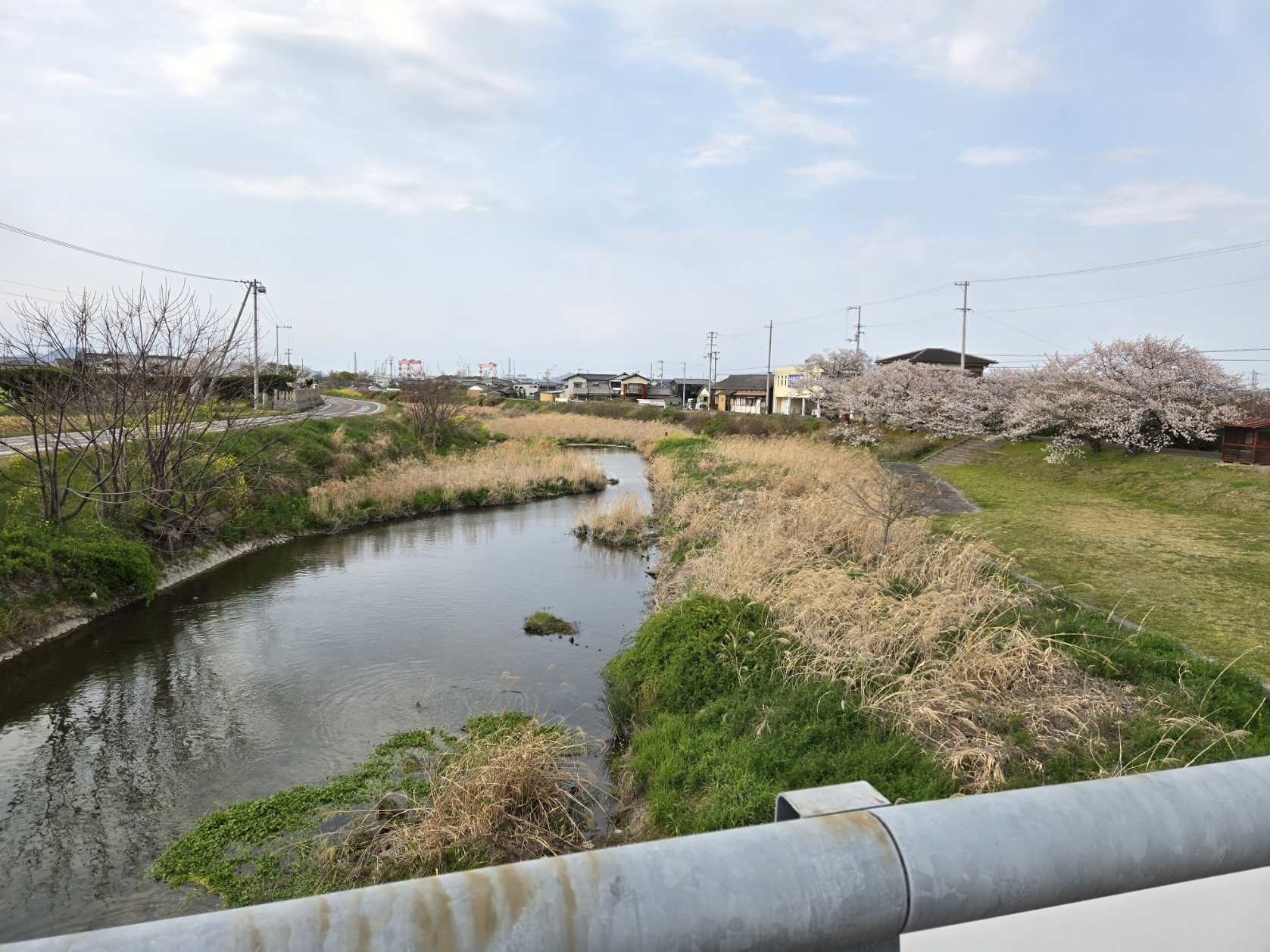
金倉川

1917年6月1日の丸亀市編入以前はほぼ全域が「仲多度郡六郷村」として存在した地区。1890年2月15日の町村制施行に伴い、那珂郡今津村・津森村・新田村・塩屋村・上金倉村・下金倉村の6村を併せて六郷村が発足し、その後に丸亀市と合併した。
今津町（いまづちょう）
旧名は那珂郡柞原郷今津村。
城坤小学校がある。
天満町（てんまちょう）
天満天神社が在る。もともとは今津村の小字。今津村天満と呼ばれていた場所である。
津森町（つのもりちょう）
旧名は那珂郡柞原郷津森村。
津森天神神社がある。
津森の語源は、港の警護人（津の守）が住んでいたことによる。との説がある。
河川改修前の金倉川（旧名称は四條川）の河口が、当地にあったらしい。
新田町（しんでんちょう）
塩飽島から移った又右衛門が承応年間（1652年～1654年）に開拓し、安政5年（1858年）頃になっても町名を得ず町新田とも丸亀新興とも呼ばれており、今では新田が町名となっている。新田町から金倉町にかけて丸亀市総合運動公園がある。
塩屋町（しおやちょう）
旧名は那珂郡柞原郷塩屋村。旧塩屋村の大部分にあたる。
慶長20年（1615年）3月7日に播磨国赤穂から人が移り住み塩田を拓いた事を町名の由来とする。塩業は衰えたが、地場産業であるうちわの製造が盛んであり、町工場と宅地が混在している。西本願寺塩屋別院（塩屋御坊）がある。
金倉町（かなくらちょう）
旧名は那珂郡金倉郷上金倉村。その他金倉郷は上金倉、下金倉（中津）、金蔵寺の3村から成る。
金倉川が流れ、香川県立丸亀競技場が在る。
新浜町（しんはまちょう）
旧塩屋村の一部。
大型商業施設や私立高校等がある。福島町とは西汐入川を挟んで西側に位置する。
中津町（なかづちょう）
旧名は那珂郡金倉郷下金倉村。中津の由来は、この地に那珂郡の津があったことによる。
金倉川河口に位置し、浜街道沿いに中津万象園が在る。

### 南
1951年4月1日の丸亀市編入以前は原田町を除く全域が「仲多度郡南村」として存在した地区。1890年2月15日の町村制施行に伴い、那珂郡田村・山北村・柞原村の3村を併せて南村が発足し、その後丸亀市と合併した。
田村町（たむらちょう）
旧名は那珂郡柞原郷田村。
田村天満宮、城南小学校があり、国道11号周辺等には、郊外型の商業施設が数多く立ち並ぶ。
山北町（やまきた、やまのきたちょう）
山北八幡宮が鎮座する。山北八幡宮はかつて亀山の北に在ったが、丸亀城を築く際に山の南にあるこの地に移った。
丸亀城搦め手口から南へ伸びる道をまたぎ、石造りの鳥居が建つ。
柞原町（くばらちょう）
旧名は那珂郡柞原郷柞原村。
かつては柞木が多かったという。
原田町（はらだちょう）
旧名は那珂郡喜徳郷原田村で、丸亀市に編入される前は善通寺市原田町、金蔵寺町（旧龍川村）の一部であった。
原田町の番地は、善通寺市時代のものがそのまま使われている場所が多い。
小字には下所、三分一（現在は西三分一、東三分一と呼ばれている。）がある。
原田団地（はらだだんち）
原田町東三分一と田村町の間にある。

### 川西
1954年3月31日の丸亀市編入以前は全域が「綾歌郡川西村」として存在した地区。1890年2月15日の町村制施行に伴い、鵜足郡西二（にしふた）村・西小川村を併せて川西村が発足し、その後丸亀市と合併した。
土器川の西に位置する。城辰小学校がある。
川西町北（かわにしちょうきた）
旧名は鵜足郡二村郷西二村。
川西町南（かわにしちょうみなみ）
旧名は鵜足郡小川郷西小川村。

### 土器

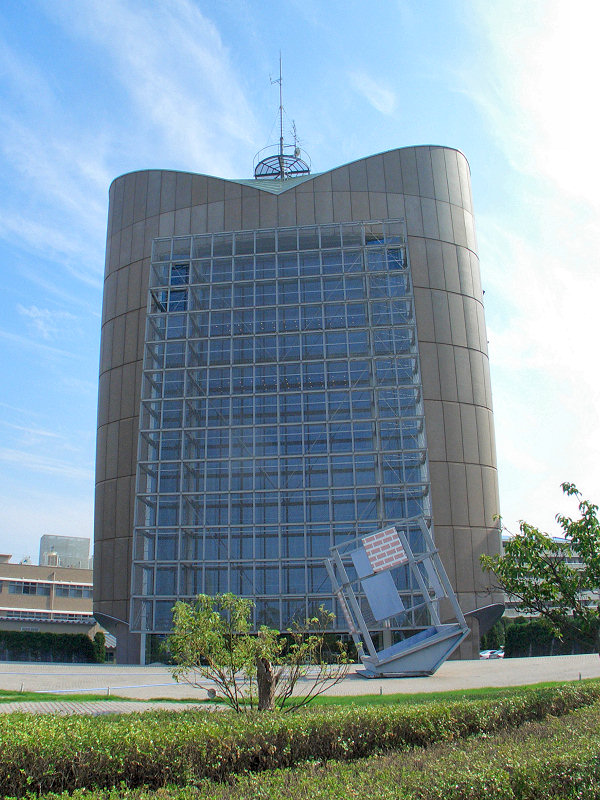
丸亀平井美術館

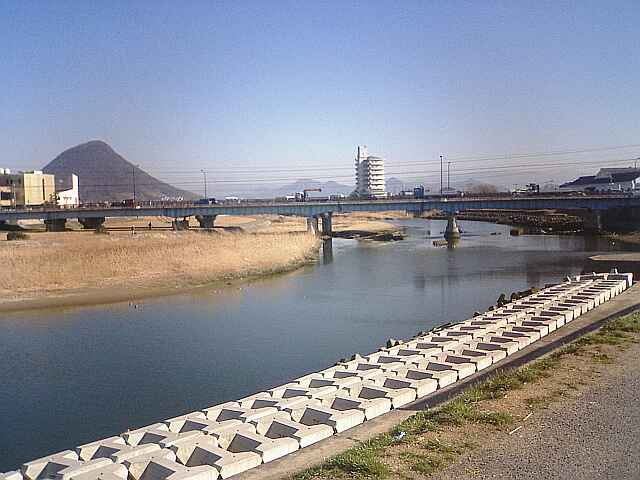
蓬莱橋付近の土器川

1954年5月3日の丸亀市編入以前はほぼ全域が「綾歌郡土器村」として存在した地区。旧名は鵜足郡津野郷土器村。
土器町西（どきちょうにし）
小字には高津、西村、川古などがある。
土器川西岸に位置する農村であったが、宅地化が進んでいる。
土器町東（どきちょうひがし）
土器川東岸からに青ノ山の間に位置する農村であったが、宅地化が進み南北を貫く土器線と呼ばれる道路沿いには新たに建った店舗が多い。青ノ山麓に位置する田潮八幡宮の秋祭りでは、氏子が神輿を担いで土器川に入り暴れる事で知られ、両岸と近くの蓬莱橋を見物人で埋める。また、浜街道沿いに丸亀平井美術館がある。

### 郡家
1954年10月17日の丸亀市編入以前は全域が「仲多度郡郡家村」として存在した地区。郡家という地名の由来は、当地に那珂郡の郡衙（ぐんが、古代の郡の役所）が存在していたことによる。市内最大の人口を誇る地区で、新興住宅街が建ち並ぶ。県道18号(善通寺府中線)沿いには商店が立ち並ぶ。
郡家町（ぐんげちょう）
旧名は那珂郡郡家郷郡家村。小字には原、大林（おおばい）、田代（でんだい）、八幡、地頭、領家、重元、下所、辻などがある。
郡家小学校や南中学校があり、新興住宅地が数多い地域である。北は柞原町、南は垂水町、東は川西町、西は三条町に接している。
三条町（さんじょうちょう）
旧名は那珂郡喜徳郷三條村。小字には黒嶋（くるしま）、中三条、宮、上三条などがある。三条という地名は、三条町の西側の善通寺市原田町に四条、五条という小地名があることから、古代に当地で施行されていた条里制に由来するものであると思われる。
北は田村町、南は善通寺市与北町、西は善通寺市の原田町、木徳町、東は郡家町に接している。

### 飯野
1955年5月3日の丸亀市編入以前は全域が「綾歌郡飯野村」の一部として存在した地区。1890年2月15日の町村制施行に伴い、鵜足郡東二村・東分村・西分村の3村を併せて飯野村が発足し、その後の大部分が丸亀市と合併した。ただしその際旧飯野村のうち大字東分の一部は宇多津町へ編入され、現在は宇多津町大字東分（鍋谷、津の郷など）となっている。
飯野山山頂から西に広がり、田畑が広がるが宅地化も進んでいる。
飯野町東二（いいのちょうひがしふた）
旧名は鵜足郡二村郷東二村
飯野町東分（いいのちょうひがしぶん）
旧名は鵜足郡津野郷東分村
飯野町西分（いいのちょうにしぶん）
旧名は鵜足郡二村郷西分村

### 垂水
1958年5月1日の丸亀市編入以前は全域が「仲多度郡垂水村」として存在した地区。
垂水町（たるみちょう）
旧名は那珂郡垂水郷垂水村。
垂水小学校がある。こちらも新興住宅地が増加している。北は川西町南と郡家、南はまんのう町の東高篠と公文、西は善通寺市の与北、東は土器川を挟んで東小川と岡田西に接している。なお、垂水郷は垂水村と公文村で構成されていた。

### 綾歌町

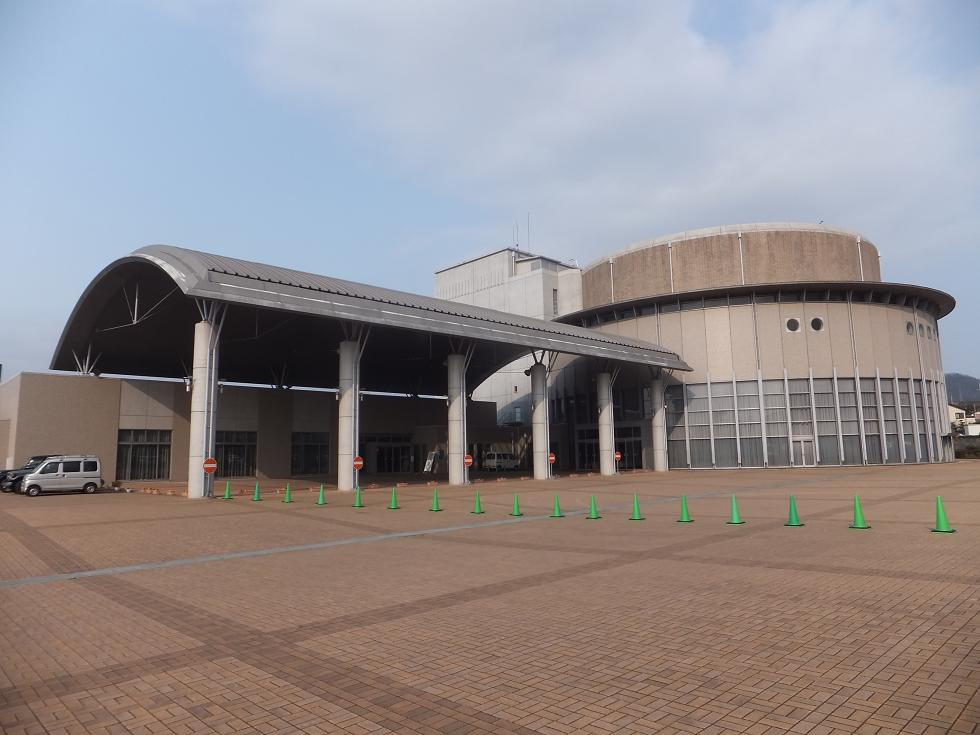
綾歌総合文化会館アイレックス

綾歌町周辺は、古くは鵜足郡栗隈郷と呼ばれていた。
また、鵜足郡の井上郷から岡田の四村が分かれて、岡田郷と呼ばれた。
1890年の自治体成立に伴い、鵜足郡に栗熊村、富熊村、岡田村が成立した。

#### 岡田
岡田上（おかだかみ）
岡田下（おかだしも）
岡田東（おかだひがし）
岡田西（おかだにし）

#### 久万玉
栗熊東（くりくまひがし）
栗熊西（くりくまにし）
綾歌市民総合センター（合併前の綾歌町役場）や総合文化会館アイレックス、ニューレオマワールドなどがある。
富熊（とみくま）

### 飯山町

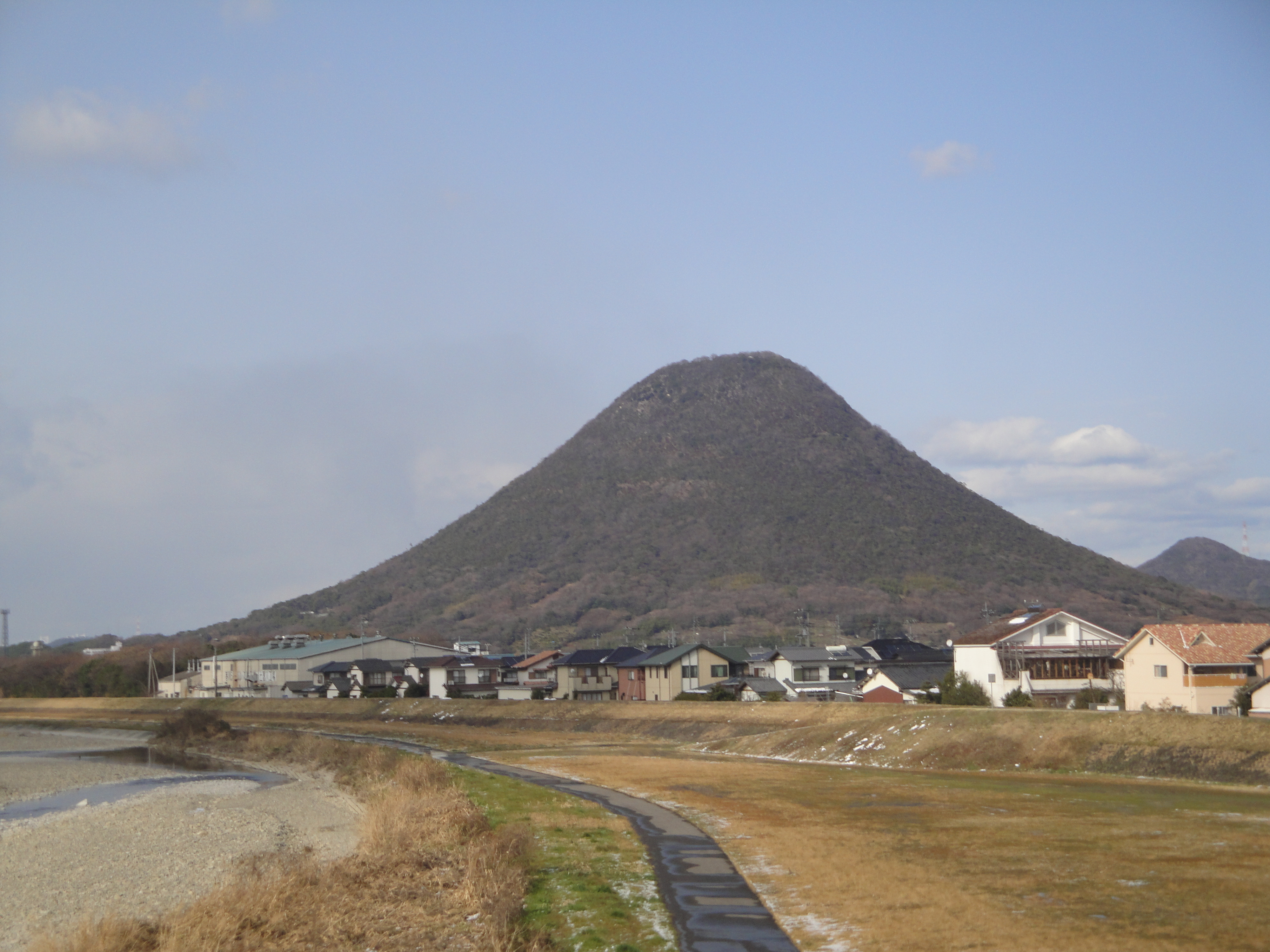
土器川に架かる中方橋（なかかたはし）から見た讃岐富士。飯山町東小川。

古くは、当地周辺は鵜足郡に属しており、坂本郷、井上郷、小川郷が存在していた。

#### 法勲寺
上法軍寺（かみほうぐんじ）
下法軍寺（しもほうぐんじ）
香川県立飯山高等学校がある。
東小川（ひがしおがわ）

#### 坂本
西坂元（にしさかもと）
真時（さんとき）
川原（かわはら）
飯山市民総合センター（合併前の飯山町役場）がある。
東坂元（ひがしさかもと）

### 塩飽諸島
塩飽諸島は塩飽島とも呼ばれ、瀬戸内海に浮かぶ大小合わせて28の島々から成り、名の由来は「塩焼く」とも「潮湧く」とも言う。戦国時代には塩飽水軍が活躍し、江戸時代は人名（にんみょう。地域住民の代表）による自治が行われた。
丸亀市は本島、広島、手島、牛島、小手島の五つの有人島と、上真島、下真島、烏小島、白石、長島、弁天島、向島の七つの無人島を市域としている。

### 埋立地

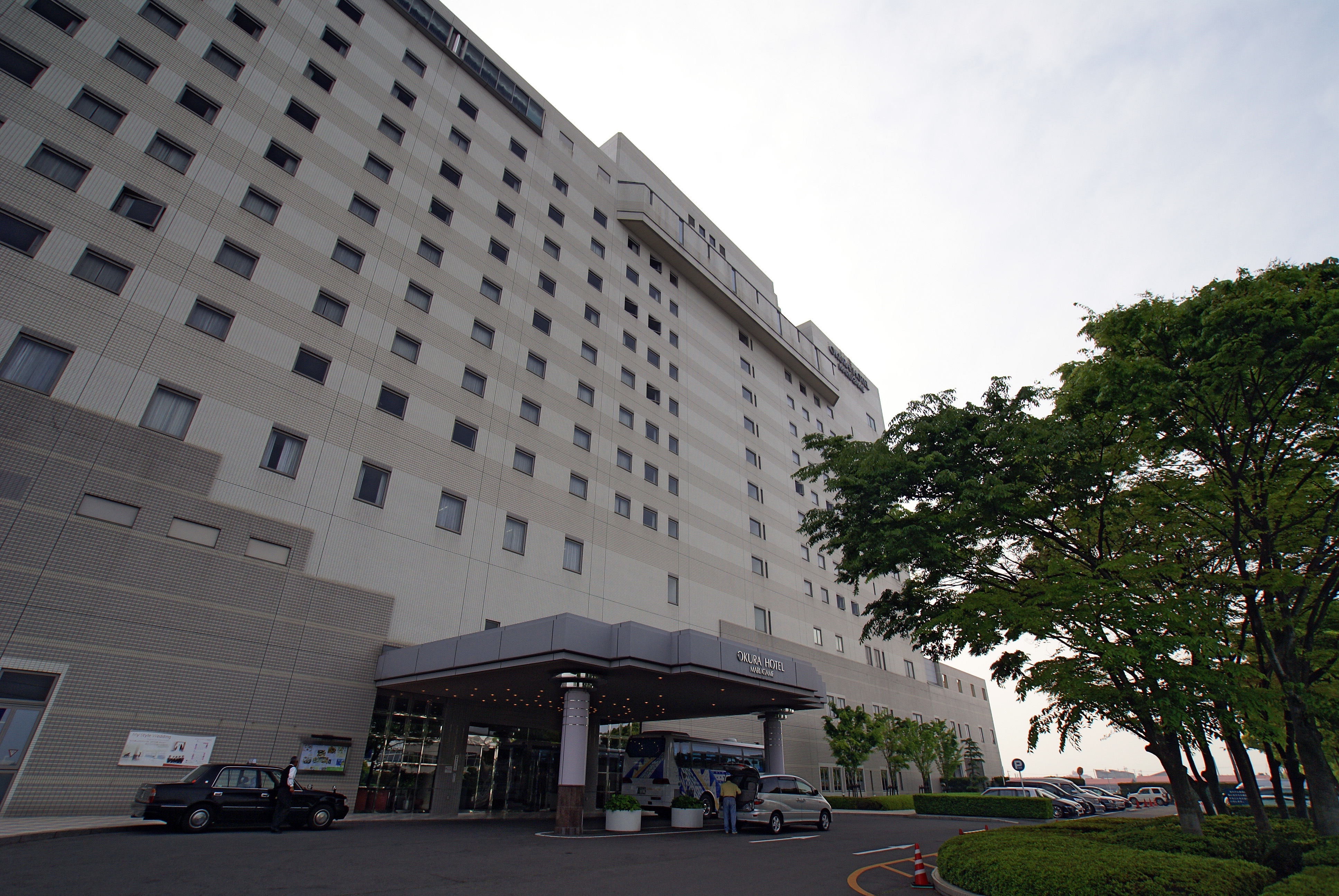
オークラホテル丸亀

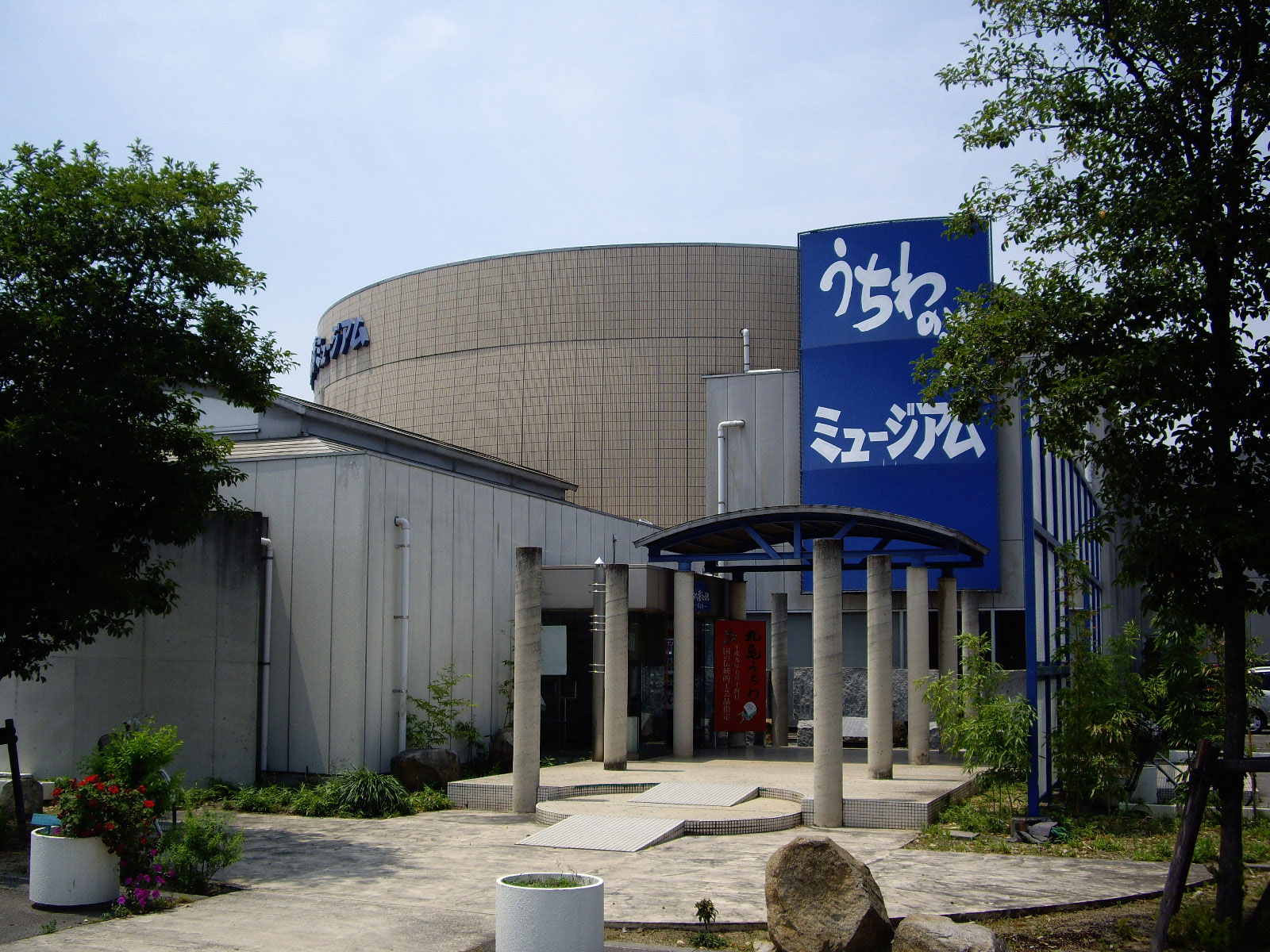
うちわの港ミュージアム

主に昭和に入って埋め立てられた工業地帯。
港町（みなとまち）
港に面した埋立地。うちわの港ミュージアムがあり、福島町との間に港をまたいで青のアーチの京極大橋が架かる。
蓬莱町（ほうらいちょう）
昭和町（しょうわちょう）
昭和42年（1967年）から49年（1974年）にかけて埋め立てられた工業地帯であり、今治造船などが操業している。
富士見町（ふじみちょう）
讃岐富士と呼ばれる飯野山を見られ、丸亀競艇場、オークラホテル丸亀などが建つ。
明治頃に埋め立てられた。第一次世界大戦時は軍の演習場だった。
土器町北（どきちょうきた）
土器川河口東に位置し工業地帯となっている。北岸は浜辺で潮干狩りを行える。

## 教育

### 小学校
- 丸亀市立城乾小学校
- 丸亀市立城坤小学校
- 丸亀市立城北小学校
- 丸亀市立城西小学校
- 丸亀市立城南小学校
- 丸亀市立城東小学校
- 丸亀市立城辰小学校

- 丸亀市立本島小学校
- 丸亀市立郡家小学校
- 丸亀市立飯野小学校
- 丸亀市立垂水小学校
- 丸亀市立広島小学校
- 丸亀市立小手島小学校

- 丸亀市立富熊小学校
- 丸亀市立栗熊小学校
- 丸亀市立岡田小学校
- 丸亀市立飯山南小学校
- 丸亀市立飯山北小学校

### 中学校
- 大手前丸亀中学校
- 香川県藤井中学校
- 丸亀市立東中学校
- 丸亀市立西中学校
- 丸亀市立南中学校

- 丸亀市立本島中学校
- 丸亀市立広島中学校
- 丸亀市立小手島中学校
- 丸亀市立綾歌中学校
- 丸亀市立飯山中学校

### 高等学校
- 今治精華高等学校丸亀校（通信制）
- 大手前丸亀高等学校
- 星槎国際高等学校香川キャンパス丸亀校（通信制）
- 松陰高等学校丸亀校（通信制）
- 香川県藤井高等学校
- 村上学園高等学校（通信制）
- 香川県立丸亀高等学校
- 香川県立丸亀城西高等学校
- 香川県立飯山高等学校

### 学校教育以外の施設
- 四国職業能力開発大学校（愛称：ポリテクカレッジ四国）
- 香川県立高等技術学校丸亀校
- 丸亀市立図書館（中央、綾歌、飯山）

## 交通
古くは瀬戸内海に面した海上交通の要地であり、特に対岸の岡山県下津井港との間の航路は金毘羅参りで賑わった。時代が下ると下津井電鉄を経由しての本州との連絡貨物運輸なども行われたが、瀬戸大橋の開通により港町としての地位は衰えた。

### 鉄道路線
市内にはJR四国予讃線、高松琴平電気鉄道琴平線の2路線がある。市域北部の瀬戸内海沿い通る予讃線は高松市、松山市、本州方面などと連絡しており、市役所最寄駅の丸亀駅には特急列車が停車する。琴平線は市域南部の内陸部（旧綾歌町域）を通る路線で高松市、琴平町方面と連絡している。なお琴平線の本市域はすべて旧綾歌町域のため、合併前の旧丸亀市の鉄道は（国鉄→）JR予讃線のみであり、綾歌町の合併で1963年に廃止された琴平参宮電鉄以来42年ぶりに本市に私鉄線が乗り入れることになった。
四国旅客鉄道（JR四国）
- 予讃線
  - 丸亀駅 - 讃岐塩屋駅

高松琴平電気鉄道
- 琴平線
  - 栗熊駅 - 岡田駅

### バス
- 琴参バス
- 丸亀コミュニティバス - 特定のバス停で乗換えが可能である。

岡田宇多津線、飯野中津線、丸亀垂水線、飯山川西線、飯山栗熊線、岡田栗熊線、富熊栗熊線（琴参バスも参照）。
デジタル乗車券の販売も開始しており、「亀市コミュニティバス1日フリー乗車券」は「RYDE PASS」アプリで購入可能となっている。
- 本島バス（本島町）[12]
- 広島バス（本島町）[13]

### 船舶
丸亀港と各島を結ぶフェリー、客船が就航している。
- 本島汽船
- 六口丸海運
- 備讃フェリー

### 道路
高速道路
高松自動車道丸亀バスストップ
一般国道
国道11号、国道32号、国道319号（ごく一部を除き11号と重複）、国道377号（ごく一部を除き32号と重複）、国道438号
県道
- 香川県道4号丸亀三好線
- 香川県道18号善通寺府中線
- 香川県道21号丸亀詫間豊浜線
- 香川県道22号善通寺綾歌線
- 香川県道33号高松善通寺線
- 香川県道46号長尾丸亀線
- 香川県道47号岡田善通寺線

- 香川県道191号富熊宇多津線
- 香川県道193川津丸亀線
- 香川県道194号飯野宇多津線
- 香川県道195号岡田丸亀線
- 香川県道203号丸亀港線
- 香川県道204号丸亀停車場線
- 香川県道205号多度津丸亀線

- 香川県道206号原田琴平線
- 香川県道257号本島循環線
- 香川県道258号広島循環線
- 香川県道270号丸亀琴平観音寺自転車道線
- 香川県道277号香川坂出丸亀自転車道線
- 香川県道278号綾歌綾川線
- 香川県道282号高松琴平線

## メディア

### 新聞
- 四国新聞西讃支社（土器町） ※西日本放送の支社と同じビル（丸亀新聞放送会館）に所在。

### 生活情報誌
- 月刊マルータ（丸亀市土器町東） 中広とボランタリー・チェーン契約を結んでいる、株式会社プロバトンが運営している。[14]

### 放送

#### 放送局
- NHK高松放送局丸亀支局（宗古町）
- 西日本放送 (RNC) 西讃支社（土器町） ※四国新聞の支社と同じビル（丸亀新聞放送会館）に所在。

#### ケーブルテレビ
- 中讃ケーブルビジョン

#### 市内で受信できる放送
地上波テレビ放送
基本的に善通寺市・三豊市市境の大麻山にある西讃岐中継局を受信する。
その他地形的な理由などでそれができない場合は岡山金甲山親局（岡山県玉野市）を受信するが、アナログ放送時代、金甲山からの電波のみを受信するとNHK高松を視聴できなかったため、香川県内のいずれかの中継局も併せて受信する必要があった。デジタル放送では金甲山からもNHK高松の電波が送信されているのでその必要はなくなった。
| 局名                 | 局名                 | NHK高松 | NHK高松 | NHK岡山 | NHK岡山 | RNC  | KSB  | RSK  | OHK  | TSC  | 出力        | 偏波面 | 送信 場所 |
| 局名                 | 局名                 | 総合    | 教育    | 総合    | 教育    | RNC  | KSB  | RSK  | OHK  | TSC  | 出力        | 偏波面 | 送信 場所 |
| デジタルリモコン番号 | デジタルリモコン番号 | 1ch     | 2ch     | 1ch     | 2ch     | 4ch  | 5ch  | 6ch  | 8ch  | 7ch  | 出力        | 偏波面 | 送信 場所 |
| -------------------- | -------------------- | ------- | ------- | ------- | ------- | ---- | ---- | ---- | ---- | ---- | ----------- | ------ | --------- |
| 西讃岐               | デジタル             | 24ch    | 13ch    | -       | -       | 15ch | 17ch | 21ch | 28ch | 18ch | 100W        | 水平   | 大麻山    |
| 西讃岐               | 旧アナログ           | 44ch    | 40ch    | -       | -       | 50ch | 42ch | 48ch | 52ch | 46ch | 3kW         | 水平   | 大麻山    |
| 岡山 (北讃岐)        | デジタル             | (24ch)  | (13ch)  | 32ch    | 45ch    | 20ch | 30ch | 21ch | 27ch | 18ch | 2kW(200W)   | 水平   | 金甲山    |
| 岡山 (北讃岐)        | 旧アナログ           | -       | -       | 5ch     | 3ch     | 9ch  | 25ch | 11ch | 35ch | 23ch | V10kW/U20kW | 水平   | 金甲山    |

FMラジオ放送
- NHK高松FM：86.0MHz（高松局 出力1kW）
- FM香川：78.6MHz（高松局 出力1kW）
- 西日本放送ラジオワイドFM：90.3MHz（高松局 出力1kW）

AMラジオ放送
- NHK高松第1放送：1584kHz（観音寺局 出力100W）
- NHK岡山第2放送：1386kHz（岡山局 出力5kW）
- 西日本放送ラジオ：1449kHz（丸亀局 出力1kW）

以下の岡山の放送波も受信できる。
- NHK岡山第1放送：603kHz（岡山局 出力5kW）
- RSKラジオ：1494kHz（岡山局 出力10kW）

## 通信
丸亀市内の市外局番は全域で0877（丸亀MA）である。丸亀市以外で同じ丸亀MAなのは坂出市、善通寺市、綾歌郡宇多津町、仲多度郡で全域が0877、この域内では市内通話が可能である。丸亀MAの加入者総数は10万3942回線。
丸亀MA収容局一覧
| - 丸亀：丸亀市大手町三丁目3番3号 - 讃岐広島：丸亀市広島町青木 - 本島：丸亀市本島町泊 - 多度津：仲多度郡多度津町京町1番4号 - 高見：仲多度郡多度津町高見 - 佐柳：仲多度郡多度津町佐柳 - 王越：坂出市王越町木沢1769番地 - 与島：坂出市与島町 - 宇多津：綾歌郡宇多津町字新開 - 坂出：坂出市室町二丁目4番41号 - 讃岐林田：坂出市林田町字川原 | - 讃岐加茂：坂出市加茂町 - 讃岐郡家：丸亀市郡家町 - 善通寺：善通寺市上吉田町三丁目5番 - 仲南：仲多度郡まんのう町帆山 - 琴平：仲多度郡琴平町316番地 - 讃岐吉野：仲多度郡まんのう町吉野 - 琴南：仲多度郡まんのう町造田 - 美合：仲多度郡まんのう町川東 - 綾歌：丸亀市綾歌町栗熊西 - 讃岐飯山：丸亀市飯山町川原819番地1 |

## ご当地キャラクター 骨付きじゅうじゅう
「とり奉行　骨付じゅうじゅう」は、香川県丸亀市のマスコットキャラクターである。 丸亀市の名物料理である骨付き鳥をモチーフにしている。

### じゅうじゅうの公式プロフィール
- 名前-とり奉行　骨付きじゅうじゅう
- 生まれたところ-香川県丸亀市。
- 誕生日-10月10日（じゅうじゅう）。
- 性格-無口で恥ずかしがりや。常に全力なので、汗（肉汁）をかいている。世の中を骨付き鳥で平和な世界にしたいと思っている。
- 口ぐせ-「たべまい、たべまい」「うまげにできたわ」
- 好きな食べ物-キャベツ、おむすび。
- 特技-骨付き鳥をひたすら焼くこと。（暑がりのため）丸亀うちわであおぐこと。
- じゅうじゅうの相棒-亀の「びりじあん」。

　以前は、丸亀城の堀に住んでいたが、なぜかじゅうじゅうに懐いている。ちなみに、好物は、おいりである。
- お仕事-骨付き鳥の焼き方、食べ方を教える役割。骨付き鳥の魅力を伝えること。
- 出没するところ-骨付き鳥を振る舞うために、常に出没するところをコソコソと探している。
- 効能・ご利益-じゅうじゅうの顔を触ると幸せが訪れると言われている。

### キャラクターの誕生
じゅうじゅうは、2012年の丸亀市の名物料理である骨付き鳥のマスコットキャラクター募集で、国内外756作品の中から選ばれたキャラクター。愛媛県松山市出身のイラストレーター、ハシモト　ヒロコさんによるデザインである。

### じゅうじゅうの経歴
- 2012年-骨付き鳥の美味しさを全国に広めるため、とり奉行　骨付きじゅうじゅう誕生。
- 同年5月4日に開催された「丸亀おしろまつり」にてお披露目[19]。
- ゆるキャラグランプリ2012では、30位に選ばれる。
- 2013年‐ゆるキャラグランプリ2013で、68位。
- 2014年-ゆるキャラグランプリ2014で、1168体中102位に選ばれ、香川県では1位を獲得[17]。
- 2015年‐ゆるキャラグランプリ2015で、101位に選ばれ、香川県では1位を獲得[20]。

### 関連グッズ
- LINEクリエイターズスタンプ第一弾、第二弾 。
- その他の骨付じゅうじゅうグッズ、骨付鳥コラボ商品  を参照。

### アプリ
- はじける！ご当地キャラクター＆ポップ（無料ゲーム） ラーメン魂（ラーメン屋経営ゲーム）[21]。

### じゅうじゅうの外部サイトリンク
- 公式ウェブサイト「とり奉行骨付じゅうじゅう　プロフィール」

## 観光
旧跡
- 丸亀城 - 国の史跡・重要文化財・現存天守
- 塩飽勤番所（塩飽本島) - 国の史跡
- 笠島（塩飽本島） -  重要伝統的建造物群保存地区
- 快天山古墳 - 国の史跡
- 中津万象園
- 太助灯篭（金毘羅講燈篭）

博物館・美術館・建築物
- 丸亀市猪熊弦一郎現代美術館
- 丸亀平井美術館
- 丸亀市立資料館
- うちわの港ミュージアム
- 秋寅の館
- 丸亀高校記念館

寺院・神社
- 寿覚院（丸亀藩主山崎家の菩提寺）
- 玄要寺（丸亀藩主京極家の菩提寺）
- 顕正寺（新四国曼荼羅霊場第15番札所）
- 飯神社（旧県社）
- 宇閇神社（丸亀市綾町栗熊西）
- 宇閇神社（丸亀市綾町岡田下）
- 神野神社

レジャー
- 本島泊海水浴場 - 環境省選定「快水浴場百選」・「島の部特選」
- ニューレオマワールド
- 丸亀競艇場
- ボートピアまるがめ（競艇の場外発売場・ボートピアの発祥地）
- キトクラスカフェ（綾歌町栗熊東） - 木と暮らすことを伝える緑の空間で四国八十八景85番に選定。

## 文化・スポーツ

### スポーツ施設
- 丸亀市民会館
- 丸亀市総合運動公園
  - 丸亀市民体育館
  - 丸亀市民球場
  - 香川県立丸亀競技場：日本プロサッカーリーグ（Jリーグ）に加盟するカマタマーレ讃岐のホームスタジアム。
- 丸亀市民吹奏楽団
- 丸亀シティフィルハーモニックオーケストラ
- 丸亀市少年少女合唱団
- 宮部みゆきの孤宿の人（2005年6月 新人物往来社【上・下】 / 2008年5月 新人物ノベルス【上・下】 / 2009年11月 新潮文庫【上・下】）は弘化2年（1845年）から20年以上、讃岐丸亀藩主京極高朗のもとで幽閉された鳥居耀蔵がモデルであり、丸亀藩を丸海藩と表現している

### スポーツチーム
- 大倉工業硬式野球部（社会人野球） - 1962年から1982年にかけて活動していた。

### 祭事・イベント
- 丸亀お城まつり - 5月上旬
- 香川丸亀国際ハーフマラソン - 2月
- 塩飽本島マイペースマラソン大会
- まるがめ婆娑羅まつり - 8月下旬
- 桃の花まつり（飯山町） - 4月
- 桃喰うまつり（飯山町） - 7月
- 菊フェスティバル綾歌ふるさとまつり（綾歌町） - 10月

### 食文化
- 讃岐うどん[注釈 2]
- 骨付鳥
- 月菜汁
- どぜう汁

## 丸亀市を舞台とした作品
- 乃木若葉は勇者である（朱白あおい）
- 城のある町（さだまさし）
- なつかしき笛や太鼓
- きな子〜見習い警察犬の物語〜

## 著名な出身者

### 政治・行政・法曹
- 吉川元（衆議院議員）
- 山内俊夫（元参議院議員）
- 磯﨑仁彦（参議院議員）
- 金子正則（公選第2代香川県知事）
- 大西秀人（第16代高松市長）
- 齋賀富美子（国際刑事裁判所裁判官）
- 平沢和重（外交官）

### 経済
- 黒瀬琢郎（地主、香川県多額納税者） - 資産家、香川県多額納税者、大地主の黒瀬與重郎の長男。

### 学術・技術
- 三木成夫（解剖学者）
- 松木悠紀雄（北里大学教授、元高知医科大学教授）
- 杉田秀夫（工学技術者）
- 戸倉ハル（女子体育・幼児教育、お茶の水女子大学名誉教授）[22]
- 大杉栄（思想家、作家）

### 文化・芸術
- 岩倉沙織（女優）
- 猪熊弦一郎（洋画家、生まれは高松市）
- 中川幸夫 （いけばな作家・華道家）
- 山下貴光（推理作家）
- 中村光一（ゲームクリエイター、株式会社チュンソフト代表取締役社長）
- 馬頭ちーめい（漫画家、旧・飯山町の出身）
- 本広克行（映画監督）
- 中山ダイスケ（現代芸術家）
- 高畑正幸（文具王）
- 足立淳（同人作家）

### マスメディア
- 小倉智昭（フリーアナウンサー） - 出身は秋田県秋田市であるが、本籍及び生まれは丸亀市であることを2009年2月2日放送のとくダネ!で明かした。
- 中野美奈子（元フジテレビアナウンサー）
- 田岡咲香（元中京テレビアナウンサー）
- 漆原輝（NHKアナウンサー）

### スポーツ
- 渡辺栄（剣道家、昭和天覧試合出場）
- 牛田悠理（バスケットボール選手）
- 若三杉彰晃（元大相撲関脇）
- 和田勇（元プロ野球選手）
- 岡村浩二（元プロ野球選手）
- 秋山拓巳（プロ野球選手）
- 水野達稀（プロ野球選手）
- 古市尊（プロ野球選手）
- 笹真輔（プロ野球審判員）
- 長尾健司（高校野球指導者）
- 平山智加（競艇選手）
- 琴勇輝一巖（大相撲力士） - 公式上の出身地は出身中学および高校のある小豆島町であるが、丸亀市生まれで小学校卒業まで過ごす。
- 西内文夫（十種競技）
- 前田信弘（サッカー選手・指導者）